# Tada Hayao

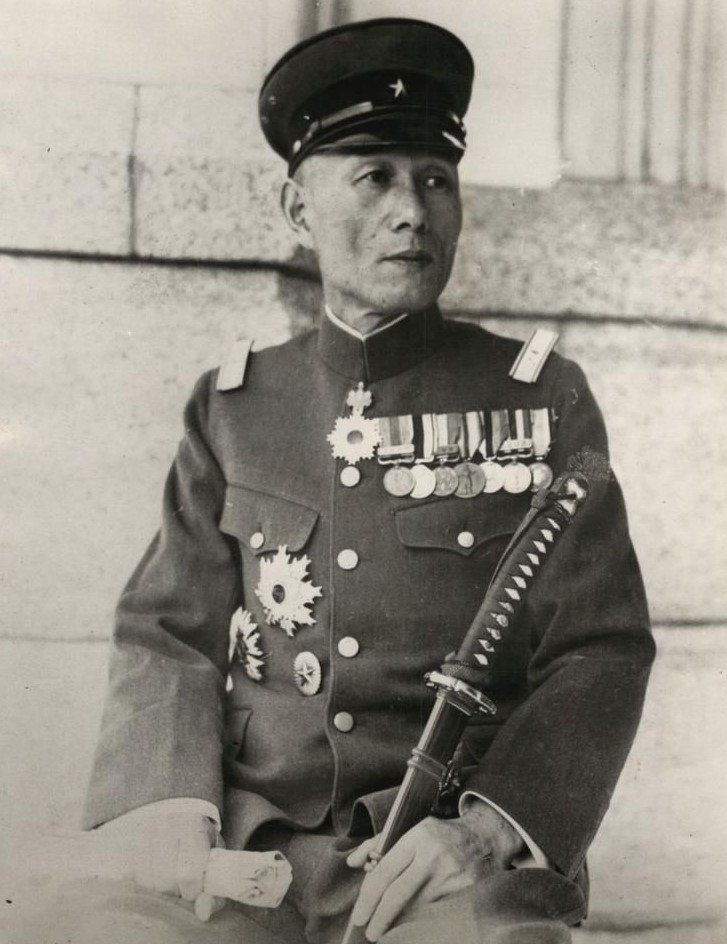
Hayao Tada (1940)

Tada Hayao (jap. 多田 駿, * 24. Februar 1882 in Sendai, Miyagi; † 16. Dezember 1948 in Tokio) war ein General der japanischen Armee im Zweiten Weltkrieg. Als China-Experte innerhalb des japanischen Militärs war er im Japanisch-Chinesischen Krieg eine führende Figur bei der Etablierung des Vasallenstaates Mandschukuo. 

## Leben
Tada Hayao wurde als ältester Sohn von Tsugu Tada geboren, einem ehemaligen Haupt des Sendai-Clans, der auch Direktor des Amts Miyako in der Präfektur Iwate war. Im November 1903 war er Absolvent des 15. Jahrganges der Aoyama-Kriegsschule in Tokio. Im März 1904 wurde er Fähnrich bei der Artillerie des 18. Infanterieregimentes. Von Juli 1904 bis Juni 1905 diente er im Russisch-Japanischen Krieg und nahm an der Belagerung von Port Arthur teil. Im Juni 1905 wurde er zum Leutnant befördert und war im November 1913 Absolvent der Kaiserlichen Kriegsakademie. Im selben Monat heiratete er Mutsu, die jüngere Schwester von Daisaku Kōmoto (der später durch den Bombenanschlag auf Zhang Zuolin bekannt wurde), der ein enger Freund an der Kriegsakademie war. 1917 folgte er einer Einladung der Republik China und wurde Ausbilder an der Armeeschule in Peking, der Beginn seiner engen Beziehung zu China. In dieser Zeit war Tada auch Adjutant von Generalleutnant Nobuzumi Aoki, dem obersten Militärberater des chinesischen Präsidenten Li Yuanhong und von General Sakanishi Rihachiro, der für die Intervention in Ostsibirien zuständig war. Aoki und Sakanishi wurden als die besten Offiziere der chinesischen Armee gehandelt und Tada vertiefte unter diesen Offizieren sein Wissen für China. Nach seiner Rückkehr in den japanischen Heeresdienst fungierte er ab April 1932 als Chefberater der Verwaltungsabteilung der mandschurischen Armee im Hauptquartier der Kwantung-Armee in Chahar. Tada wurde am 8. August 1932 zum Generalmajor und im August 1934 zum Kommandeur der schweren 4. Feldartillerie-Brigade der japanischen Armee befördert. Im folgenden Jahr wurde er auch mit der Ausbildung der mandschurischen Armee betraut.
Im September 1935 trat er die Nachfolge von Umezu Mijiro als Oberbefehlshaber der  Garnisonsarmee China an und drängte sofort mit Maßnahmen gegen alle Gegner, welche die Arbeit an der Unabhängigkeit Nordchinas behinderten. Bei dem Treffen mit Yasuji Okamura in Dalian, dem Leiter der 2. Abteilung des Generalstabs, und mit Seishiro Itagaki, dem stellvertretenden Stabschef der Kwantung-Armee, die China inspizierten, waren sich alle einig, dass „China nicht wiedervereinigt werden darf.“ Am 24. September desselben Jahres wurde von ihm eine allgemeine Richtlinie für die Truppe mit dem Titel „Japans grundlegende Konzepte mit China“ veröffentlicht, darin wurde die Haltung der japanischen Armee gegenüber Nordchina in drei Punkten festgelegt: 1. die vollständige Vertreibung aller Mandschu-feindlichen und antijapanischen Elemente aus Nordchina; 2. die Unabhängigkeit des nordchinesischen Wirtschaftskreises; 3. die militärische Zusammenarbeit der fünf Provinzen in Nordchina, um eine Transformation der Roten Armee Chinas zu verhindern.
Er wurde am 28. April 1936 zum Generalleutnant befördert und befehligte vom 1. Mai 1936 bis 14. August 1937 die 11. Division. Vom 10. Dezember 1938 bis 12. September 1939 war er Führer der 3. Armee und vom 12. September 1939 bis 7. Juli 1941 Oberbefehlshaber der Regionalarmee Nordchina, welche aus der 1. und 12. Armee sowie der Garnisonsarmee Mongolei zusammengesetzt war. Im Herbst 1940 waren seine Verbände in der Hundert-Regimenter-Offensive in heftige Kämpfe mit der kommunistischen 8. Marscharmee verwickelt. 
Am 7. Juli 1941 wurde er noch zum Armeegeneral befördert, Anfang September schied er aus dem aktiven Militärdienst aus und zog für den Rest des Krieges nach Tateyama zurück. Ende 1945 wurde Tada Hayao vom Internationalen Militärgerichtshof für den Fernen Osten als Kriegsverbrecher der Klasse A eingestuft, sein Fall wurde aber nicht eingereicht und später fallengelassen. Er starb im Dezember 1948 im Alter von 66 Jahren an Magenkrebs.